# ادوایت چاندان
ادوایت چاندان (به انگلیسی: Advait Chandan) یک کارگردان فیلم‌های بالیوودی است. از آثار برجسته او می‌توان به فوق‌ستاره مخفی و لال سینگ چادا با بازی عامر خان اشاره کرد.